# Айвазян, Петрос Карапетович
Петрос Карапетович Айвазян (арм. Պետրոս Այվազյան; 31 декабря 1922, Ганджа — 3 марта 2009, Ереван) — советский учёный в области селекции и агротехники винограда. Доктор биологических наук с 1960 года, профессор с 1961 года.

## Биография
Родился 31 декабря 1922 года в городе Гянджа Азербайджанской ССР. Член ВКП(б) с 1942 года. 
В Рабочие-крестьянской Красной армии с октября 1940 года. В годы Великой Отечественной войны сражался в Крыму в составе 976-го стрелкового полка 236-й стрелковой дивизии. Был ранен, лечился в госпитале. После возвращения в строй направлен в 428-й горнострелковый полк 83-й горнострелковой дивизии на должность заместителя по политической части командира 2-й стрелковой роты. Участник битвы за Кавказ. После второго ранения и лечения в госпитале переведён на должность командира роты 1-го батальона 11-го зенитно-артиллерийского полка, в котором воевал до конца войны. С июня 1946 года капитан Айвазян в отставке по болезни.
В 1950 году окончил армянский сельскохозяйственный институт. В 1950—1964 годах на научно-исследовательских и руководящей работе, в частности в 1952—1962 годах был научным руководителем в Таировском институте исследований садоводства в УССР. С 1964 по 1994 год заведующий кафедрой виноградарства Армянского сельскохозяйственного института.

## Научная деятельность
Создал большой гибридный фонд сеянцев, полученных от скрещивания лучших сортов мировой селекции вывел 37 новых сортов винограда; разработал методы ускорения селекционного процесса, воспитания сеянцев в условиях обильного питания, повышение аффинитета при прививке, ускоренного формирования кустов, дифференцированной сортовой обрезки кустов винограда и ликвидации поражённости виноградных насаждений. Автор более 240 научных работ, владелец 30 авторских свидетельств на изобретения. Среди работ:
- Селекция виноградной лозы.- Киев, 1960 (в соавторстве).;
- Виноградарство.- Ереван, 1975. (арм.);
- Помощь виноградарю.- Ереван, 1983 (в соавторстве). (арм.).

## Знаки отличия
- Заслуженный деятель науки Армянской ССР (с 1980 года);
- орден Красного Знамени (14.04.1944),
- два ордена Трудового Красного Знамени,
- орден Отечественной войны I степени (11.03.1985),
- орден Красной Звезды (17.05.1943),
- медаль Анании Ширакаци Республики Армения,
- 19 медалей СССР[4][6].
- большая Золотая медаль ВДНХ (23.12.1958),
- малая Золотая медаль ВСХВ (23.12.1958),
- две большие Серебряные медали ВСХВ (05.03.1957; 23.12.1957).